# Sophie Devereaux
Sophie Devereaux est un personnage de fiction de la série télévisée américaine Leverage, interprété par Gina Bellman.

## Biographie
Sophie Devereaux est une escroc spécialisée dans le vol d'œuvres d'art et l'imposture : elle met à profit son talent théâtral en se faisant passer pour des individus imaginaires, afin d'aider son équipe à résoudre le coup sur lequel ils œuvrent.
Elle est née en Angleterre. Elle a commencé le métier d'arnaqueuse très tôt en changeant de nombreuses fois d'identité. En fait, on apprend dans la saison 2 que Sophie Devereaux n'est pas son vrai nom. Tout au long de la troisième saison, Nathan cherche à connaître son véritable prénom, qu'elle a confié aux autres membres de l'équipe quand il était en prison. Pendant la saison 3, on apprend aussi qu'elle semble apparenté à la noblesse anglaise puisque sa tante Emily, qui l'appelle d'ailleurs Charlotte, est une duchesse.
Sophie a, par le passé, travaillé avec un autre escroc, Marcus Starke, qui la considère comme l'une des plus douées au monde, ce qui poussera le pirate informatique Colin « Chaos » Mason, ennemi juré d'Hardison, à tenter de la tuer avec une bombe.

### Compétences
Si elle est très douée pour jouer l'actrice lors ses interventions avec l'équipe, en revanche elle est très mauvaise quand il s'agit de jouer réellement la comédie sur scène.
Elle sait parler six langues et dialectes dont l'espagnol, le chinois, le serbe et le français avec de très bons accents, et a escroqué des gens riches aux quatre coins du monde.
Elle utilise aussi son charme pour ses arnaques ainsi que ses talents de pickpocket, l'hypnose et la programmation neuro-linguistique qu'elle applique autant sur Eliot que sur leur cible.
Au volant d'une voiture, elle a une conduite très sportive expliquant qu'elle a appris à conduire avec un chauffeur de taxi à Istanbul.
Même si elle préfère avant tout charmer ses victimes, Sophie sait aussi se battre comme elle le prouve lors de la bagarre qui l'oppose à l'assassin professionnel Miranda Miles.

### Personnalité
Sophie est assez tranquille et s'énerve rarement. Elle éprouve de l'affection pour toute l'équipe et fait un peu figure de mère-poule (sauf pour Nate qui dans la structure de l'équipe endosse le rôle du père), les écoutant et donnant toujours des encouragements.
Elle a une relation assez spéciale avec Nate avec qui elle a eu une histoire (sans doute amoureuse) dans son passé. En effet, quand elle était escroc à son compte, Nate, alors enquêteur pour les assurances, la recherchait pour le vol d'œuvres d'art. Il a d'ailleurs déjà réussi à la capturer à Prague dix ans plus tôt, entre autres, alors qu'elle volait des objets d'art. Elle semble toujours très éprise de lui mais Nathan a beaucoup de mal à se décider.
Sophie a une relation particulière avec Parker : elles sont en effet les deux seules femmes, et comme Parker a des difficultés à s'exprimer et à jouer un rôle, Sophie l'aide à ce niveau. Avec Hardison, elle a un comportement un peu différent, laissant le soin à Nathan de le cadrer même si elle s'inquiète pour lui de temps à autre.
Sa relation avec Eliot est un peu différente. Tout comme Nathan, elle respecte ses décisions, le travail qu'il fait et le traite comme son égal. La plupart du temps, elle l'intègre dans les arnaques qu'elle monte et le guide à certaines occasions.
Sophie possède des propriétés aux quatre coins du monde (Dubai, Japon, Irlande) ainsi qu'un appartement à Londres et un entrepôt où elle cache les premières œuvres d'art qu'elle a volé.
Selon les hommes de Sterling, Sophie est recherchée dans la plupart des pays européens : France, Luxembourg, Espagne, Angleterre...